# 藤田一郎
藤田 一郎（ふじた いちろう、1956年11月9日 - ）は、日本の脳科学者・神経科学者。理学博士（東京大学・1984年）。
元大阪大学大学院生命機能研究科教授および脳情報通信研究センター (CiNet) 主任研究員。立体視、物体認識、視覚大脳皮質の構築を中心に研究していた。
以前は、魚類の嗅覚や求愛・産卵行動、鳥類の聴覚、霊長類の性行動の研究を行っていた。ニセ脳科学とそれに基づくビジネスが内包する問題を指摘する活動にも取り組んでいる。

## 略歴
広島県呉市生まれ、東京育ち。1975年：麻布高等学校卒業。1979年：東京大学理学部生物学科卒業。
1984年：東京大学大学院理学系研究科博士課程修了。岡崎国立共同研究機構生理学研究所 特別協力研究員。
1985年：岡崎国立共同研究機構生理学研究所 助手。1987年：カリフォルニア工科大学生物学科 客員研究員。
1989年：理化学研究所国際フロンティア 研究員。1992年：新技術振興事業団さきがけ研究21 研究者。
1994年：大阪大学医学部認知脳科学（小野薬品寄附）講座 教授。1998年：大阪大学大学院基礎工学研究科 教授。
2002年～：大阪大学大学院生命機能研究科 教授。2011年～：大阪大学脳情報通信融合研究センター 主任研究員を兼務。
2022年3月：大阪大学定年退官。

## 賞歴
- 2008年：時実利彦記念賞（「両眼立体視の脳内機構の解明」）[16]

## 論文・寄稿文
- 土井泰次郎、藤田一郎「形状知覚と物体認識における側頭葉視覚連合野の役割 (特集 知覚と認知の大脳メカニズム)」『神経研究の進歩』第48巻第2号、医学書院、2004年4月、176-185頁、ISSN 00018724、NAID 40006160704。
- 藤田一郎「視覚の主観性を支える神経活動--両眼立体視を例に (特集 こころと脳--とらえがたいものを科学する)」『生体の科学』第57巻第1号、金原一郎記念医学医療振興財団、2006年1月、44-50頁、ISSN 03709531、NAID 40007155769。
- 田中慎吾、藤田一郎「サルV4野神経細胞における両眼視差選択性と大きさ選択性の相互関係」『電子情報通信学会技術研究報告. NCニューロコンピューティング』第107巻第542号、電子情報通信学会、2008年3月、79-84頁、ISSN 09135685、NAID 110006783204。
- 田中宏喜、藤田一郎「脳を知る-3-物体形状の視覚情報処理」『細胞工学』第17巻第6号、秀潤社、1998年6月、969-979頁、ISSN 02873796、NAID 40004440331。
- 池添貢司、森理也、喜多村和郎、田村弘、藤田一郎「サルV1における方位地図の局所構造と神経細胞の方位選択性の関係 : 2光子カルシウムイメージングによる検討」『電子情報通信学会技術研究報告. NCニューロコンピューティング』第112巻第108号、電子情報通信学会、2012年6月、59-64頁、ISSN 0913-5685、NAID 110009588575。
- 土井泰次郎、藤田一郎「サル下側頭皮質におけるニューロン活動と刺激検出の成否の相関」『電子情報通信学会技術研究報告. NCニューロコンピューティング』第105巻第457号、電子情報通信学会、2005年12月、1-6頁、ISSN 09135685、NAID 110004092738。
- 田辺誠司、藤田一郎「両眼立体視の脳内表現」『日本神経回路学会誌』第11巻第2号、日本神経回路学会、2004年6月、64-73頁、doi:10.3902/jnns.11.64、ISSN 1340766X、NAID 10013361470。
- 藤田一郎「脳ブームの迷信真実教訓」『小児の精神と神経』第51巻第4号、2011年12月、321-322頁、ISSN 05599040、NAID 10030291498。

## 著書
- 『「見る」とはどういうことか～脳と心の関係をさぐる』（化学同人、2007年）ISBN 978-4-7598-1307-4
- 『脳ブームの迷信』（飛鳥新社、2009年）ISBN 978-4-87031-969-1
- 『脳の風景～「かたち」を読む脳科学』（筑摩選書、2011年）ISBN 978-4-480-01526-6
- 『脳はなにをみているのか』（角川ソフィア文庫、2013年）ISBN 978-4-04-405217-1
- 『脳がつくる3D世界～立体視のなぞとしくみ～』（化学同人、2015年）ISBN 978-4-759-81664-8